# Nik Lentz
Nik Lentz é um lutador de MMA Americano. Atualmente Lentz compete no Peso Pena do Ultimate Fighting Championship. Ele tem vitórias notáveis sobre Diego Nunes, Tyson Griffin, Rafaello Oliveira e Drew Fickett.

## Carreira no MMA

### Ultimate Fighting Championship
Em Agosto de 2009, foi anunciado que Lentz havia entrado para o UFC, e fez sua estréia no UFC 103. Ele substitui o lesionado Dan Lauzon para enfrentar Rafaello Oliveira, venceu por decisão unânime.
Em seguida, Lentz enfrentou Thiago Tavares no UFC Fight Night 20, a luta terminou em um empate majoritário.
No UFC Fight Night 21 em North Carolina, Lentz ampliou seu recorde no UFC para 2–0–1 após derrotar o participante do TUF 5, Rob Emerson por decisão unânime.
Em sua quarta luta no UFC, Lentz derrotou Andre Winner no UFC 118 por Decisão Unânime. A luta foi transmitida na Spike TV e depois no Pay-Per-View.
Lentz conseguiu uma dura vitória sobre Tyson Griffin em 20 de Novembro de 2010, no UFC 123 por uma controversa Decisão Dividida.
No UFC Fight Night 24, Lentz enfrentou e derrotou o Campeão da Segunda Divisão Nacional de Wrestling, Waylon Lowe. Após Lowe vencer o primeiro e o segundo round, Lentz deu a volta por cima no terceiro round e conseguiu uma impressionante vitória por finalização.
Lentz enfrentou Charles Oliveira em 26 de Junho de 2011 no UFC Live: Kongo vs. Barry. A luta acabou no segundo round após Oliveira golpear Lentz com uma joelhada ilegal que passou despercebida pelo árbitro e Lentz foi atordoado e depois finalizado com um mata-leão. Porém, após rever o incidente, a Comissão Atlética do Estado da Pensilvânia mudou o resultado da luta para sem resultado. A performance de ambos lutadores lhes rendeu o prêmio de Luta da Noite.
Lentz foi derrotado por Mark Bocek em 10 de Dezembro de 2011 no UFC 140 por Decisão Unãnime. Lentz foi quedado e controlado em todos os rounds, apesar de ameaçar Bocek com uma guilhotina duas vezes, uma no primeiro round e outra no segundo.
Lentz perdeu para Evan Dunham por Interrupção Médica por causa de um corte no olho esquerdo em 28 de Janeiro de 2012 no UFC on Fox: Evans vs. Davis, substituindo o lesionado Paul Sass.
Lentz fez sua estreia no Peso Pena contra Eiji Mitsuoka em 11 de Agosto de 2012 no UFC 150. Lentz controlou a luta e venceu por Nocaute Técnico no primeiro round.
Em sua segunda luta no Peso Pena, Lentz enfrentou Diego Nunes em 19 de Janeiro de 2013 no UFC on FX: Belfort vs. Bisping. Ele venceu a luta por Decisão Unânime.
Lentz substituiu Manny Gamburyan contra Hacran Dias em 18 de Maio de 2013 no UFC on FX: Belfort vs. Rockhold. Lentz venceu por Decisão Unânime.
Lentz agora foi brevemente ligado á luta contra Dennis Bermudez em 6 de Novembro de 2013 no UFC: Fight for the Troops 3. Porém, ele enfrentou Chad Mendes em 14 de Dezembro de 2013 no UFC on Fox: Johnson vs. Benavidez II. Lentz teve bons momentos durante a luta em pé e no chão, mas foi dominado a maioria do tempo no combate e perdeu a luta por Decisão Unânime.
Lentz derrotou Manny Gamburyan em 10 de Maio de 2014 no UFC Fight Night: Brown vs. Silva por decisão unânime. Após Charles Oliveira derrotar Hatsu Hioki, ele pediu para enfrentar Lentz e o UFC atendeu o pedido e os dois se enfrentariam em 5 de Setembro de 2014 no UFC Fight Night: Jacaré vs. Mousasi. No entanto, Oliveira não bateu o peso da categoria e ainda foi diagnosticado com uma virose, cancelando a luta.
Ele era esperado para fazer uma revanche contra Thiago Tavares em 14 de Fevereiro de 2015 no UFC Fight Night: Henderson vs. Thatch. No entanto, Tavares se lesionou e foi substituído por Levan Makashvili.
Lentz enfrentou Charles Oliveira em 30 de Maio de 2015 no UFC Fight Night: Condit vs. Alves em uma revanche da luta sem resultado ocorrida em 2011. Ele foi derrotado por finalização com uma guilhotina no terceiro round.
Lentz voltou aos leves e enfrentou o veterano Danny Castillo em 19 de Dezembro de 2015 no UFC on Fox: dos Anjos vs. Cerrone II. Ele venceu a luta por decisão dividida após uma dura luta.

## Cartel no MMA
| Cartel no MMA   |             |             |
| 45 lutas        | 30 vitórias | 12 derrotas |
| Por nocaute     | 11          | 3           |
| Por finalização | 8           | 2           |
| Por decisão     | 11          | 7           |
| Empates         | 2           | 2           |
| No contest      | 1           | 1           |

| Res.    | Cartel      | Oponente          | Método                                    | Evento                                  | Data       | Round | Tempo | Local                          | Notas                            |
| ------- | ----------- | ----------------- | ----------------------------------------- | --------------------------------------- | ---------- | ----- | ----- | ------------------------------ | -------------------------------- |
| Derrota | 30-12-2 (1) | Movsar Evloev     | Decisão (dividida)                        | UFC 257: Poirier vs. McGregor 2         | 23/01/2021 | 3     | 5:00  | Abu Dhabi                      |                                  |
| Derrota | 30-11-2 (1) | Arnold Allen      | Decisão (unânime)                         | UFC Fight Night: Blaydes vs. dos Santos | 25/01/2020 | 3     | 5:00  | Raleigh, Carolina do Norte     | Volta aos Penas.                 |
| Derrota | 30-10-2 (1) | Charles Oliveira  | Nocaute Técnico (socos)                   | UFC Fight Night: dos Anjos vs. Lee      | 18/05/2019 | 2     | 2:11  | Rochester                      |                                  |
| Vitória | 30-9-2 (1)  | Scott Holtzman    | Decisão (unânime)                         | UFC on ESPN: Ngannou vs. Velasquez      | 17/02/2019 | 3     | 5:00  | Phoenix                        |                                  |
| Vitória | 29-9-2 (1)  | Gray Maynard      | Nocaute Técnico (chute na cabeça e socos) | UFC 229: Khabib vs. McGregor            | 06/10/2018 | 2     | 1:19  | Las Vegas, Nevada              |                                  |
| Derrota | 28-9-2 (1)  | David Teymur      | Decisão (unânime)                         | UFC Fight Night: Rivera vs. Moraes      | 01/06/2018 | 3     | 5:00  | Utica, Nova Iorque             |                                  |
| Vitória | 28-8-2 (1)  | Will Brooks       | Finalização (guilhotina)                  | UFC Fight Night: Werdum vs. Tybura      | 19/11/2017 | 2     | 2:05  | Sydney                         | Performance da Noite.            |
| Derrota | 27-8-2 (1)  | Islam Makhachev   | Decisão (unânime)                         | UFC 208: Holm vs. de Randamie           | 11/02/2017 | 3     | 5:00  | New York, New York             |                                  |
| Vitória | 27-7-2 (1)  | Michael McBride   | Nocaute Técnico (socos)                   | UFC 203: Miocic vs. Overeem             | 10/09/2016 | 2     | 4:17  | Cleveland, Ohio                | Peso casado (71,6 kg).           |
| Vitória | 26-7-2 (1)  | Danny Castillo    | Decisão (dividida)                        | UFC on Fox: dos Anjos vs. Cerrone II    | 19/12/2015 | 3     | 5:00  | Orlando, Florida               | Volta aos Leves.                 |
| Derrota | 25-7-2 (1)  | Charles Oliveira  | Finalização (guilhotina)                  | UFC Fight Night: Condit vs. Alves       | 30/05/2015 | 3     | 1:10  | Goiânia                        | Luta da Noite.                   |
| Vitória | 25-6-2 (1)  | Manvel Gamburyan  | Decisão (unânime)                         | UFC Fight Night: Brown vs. Silva        | 10/05/2014 | 3     | 5:00  | Cincinnati, Ohio               |                                  |
| Derrota | 24-6-2 (1)  | Chad Mendes       | Decisão (unânime)                         | UFC on Fox: Johnson vs. Benavidez II    | 14/12/2013 | 3     | 5:00  | Sacramento, California         |                                  |
| Vitória | 24-5-2 (1)  | Hacran Dias       | Decisão (unânime)                         | UFC on FX: Belfort vs. Rockhold         | 18/05/2013 | 3     | 5:00  | Jaraguá do Sul, Santa Catarina |                                  |
| Vitória | 23-5-2 (1)  | Diego Nunes       | Decisão (unânime)                         | UFC on FX: Belfort vs. Bisping          | 19/01/2013 | 3     | 5:00  | São Paulo                      |                                  |
| Vitória | 22-5-2 (1)  | Eiji Mitsuoka     | Nocaute Técnico (socos)                   | UFC 150                                 | 11/08/2012 | 1     | 3:45  | Denver, Colorado               | Estréia nos Penas                |
| Derrota | 21-5-2 (1)  | Evan Dunham       | Nocaute Técnico (inter. médica)           | UFC on Fox: Evans vs. Davis             | 28/01/2012 | 2     | 5:00  | Chicago, Illinois              | Luta da Noite                    |
| Derrota | 21-4-2 (1)  | Mark Bocek        | Decisão (unânime)                         | UFC 140                                 | 10/12/2011 | 3     | 5:00  | Toronto, Ontario               |                                  |
| NC      | 21-3-2 (1)  | Charles Oliveira  | Sem Resultado (joelhada ilegal)           | UFC Live: Kongo vs. Barry               | 26/06/2011 | 2     | 1:48  | Pittsburgh, Pennsylvania       | Luta da Noite; Resultado mudado. |
| Vitória | 21-3-2      | Waylon Lowe       | Finalização (guilhotina)                  | UFC Fight Night: Nogueira vs. Davis     | 26/03/2011 | 3     | 2:24  | Seattle, Washington            |                                  |
| Vitória | 20-3-2      | Tyson Griffin     | Decisão (dividida)                        | UFC 123                                 | 20/11/2010 | 3     | 5:00  | Auburn Hills, Michigan         |                                  |
| Vitória | 19-3-2      | Andre Winner      | Decisão (unânime)                         | UFC 118                                 | 28/08/2010 | 3     | 5:00  | Boston, Massachusetts          |                                  |
| Vitória | 18-3-2      | Rob Emerson       | Decisão (unânime)                         | UFC Fight Night: Florian vs. Gomi       | 31/03/2010 | 3     | 5:00  | Charlotte, North Carolina      |                                  |
| Empate  | 17-3-2      | Thiago Tavares    | Empate (majoritária)                      | UFC Fight Night: Maynard vs. Diaz       | 11/01/2010 | 3     | 5:00  | Fairfax, Virginia              |                                  |
| Vitória | 17-3-1      | Rafaello Oliveira | Decisão (unânime)                         | UFC 103                                 | 19/09/2009 | 3     | 5:00  | Dallas, Texas                  |                                  |
| Vitória | 16-3-1      | Nick Walker       | Nocaute Técnico (socos)                   | EC 127 – Extreme Challenge 127          | 30/05/2009 | 1     | 2:15  | Rochester, Minnesota           |                                  |
| Vitória | 15-3-1      | Drew Fickett      | Decisão (unânime)                         | EB: Beatdown at 4 Bears                 | 21/03/2009 | 3     | 5:00  | New Town, North Dakota         |                                  |
| Vitória | 14-3-1      | Sam Rouch         | Decisão (unânime)                         | SNMMA: Beatdown 4 at Bears              | 11/10/2008 | 3     | 5:00  | New Town, North Dakota         |                                  |
| Vitória | 13-3-1      | Dan Loman         | Finalização (guilhotina)                  | Brutaal Fight Night                     | 05/09/2008 | 1     | 4:13  | Maplewood, Minnesota           |                                  |
| Vitória | 12-3-1      | Travis Pierzinski | Finalização (mata leão)                   | Brutaal Fight Night                     | 21/05/2008 | 2     | 3:45  | Maplewood, Minnesota           |                                  |
| Vitória | 11-3-1      | Scott Bickerstaff | Nocaute Técnico (socos)                   | Xtreme Fighting Organization 22         | 23/02/2008 | 1     | 3:49  | Crystal Lake, Illinois         |                                  |
| Empate  | 10-3-1      | Kyle Jensen       | Empate                                    | CFX 7: Brutal                           | 29/11/2007 | 3     | 5:00  | St. Cloud, Minnesota           |                                  |
| Vitória | 10-3        | Gabe Wallbridge   | Finalização (mata leão)                   | EFX: Myth in Maplewood                  | 19/09/2007 | 1     | N/A   | Maplewood, Minnesota           |                                  |
| Derrota | 9-3         | Mark Moreno       | Nocaute Técnico (inter. médica)           | X-1: Extreme Fighting 2                 | 17/03/2007 | 1     | 5:00  | Honolulu, Hawaii               |                                  |
| Vitória | 9-2         | Duran Barlow      | Finalização (socos)                       | EFX: Fury                               | 07/12/2006 | 1     | N/A   | Minneapolis, Minnesota         |                                  |
| Vitória | 8-2         | Vern Jefferson    | Nocaute Técnico                           | EFX                                     | 06/09/2006 | 1     | N/A   | Minneapolis, Minnesota         |                                  |
| Vitória | 7-2         | Carey Vanier      | Nocaute Técnico                           | EFX                                     | 06/09/2006 | 1     | N/A   | Minneapolis, Minnesota         |                                  |
| Derrota | 6-2         | Brian Green       | Finalização (armlock)                     | EFX                                     | 02/08/2006 | 1     | N/A   | Minneapolis, Minnesota         |                                  |
| Vitória | 6-1         | Chris Powers      | Finalização (mata leão)                   | EFX: Fury                               | 24/07/2006 | 1     | N/A   | Andover, Minnesota             |                                  |
| Derrota | 5-1         | Sherron Leggett   | Decisão (dividida)                        | Twin Cities Throwdown                   | 08/04/2006 | 3     | 5:00  | Burnsville, Minnesota          |                                  |
| Vitória | 5-0         | Kenneth Allen     | Finalização (mata leão)                   | EFX: Fury                               | 01/02/2006 | 1     | N/A   | Burnsville, Minnesota          |                                  |
| Vitória | 4-0         | Derek Abram       | Finalização (golpes)                      | EFX                                     | 05/12/2005 | 1     | N/A   | Minneapolis, Minnesota         |                                  |
| Vitória | 3-0         | Nick Melton       | Nocaute                                   | XKK: Lamar                              | 10/10/2005 | 1     | N/A   | Fort Dodge, Iowa               |                                  |
| Vitória | 2-0         | Anthony White     | Finalização (socos)                       | XKK: Trials                             | 27/08/2005 | 1     | N/A   | Des Moines, Iowa               |                                  |
| Vitória | 1-0         | Jake Hoyer        | Finalização (mata leão)                   | UCS - Throwdown at the T-Bar            | 30/07/2005 | 1     | N/A   | Ellsworth, Minnesota           |                                  |